# بيت سيد إبراهيم (اسماعيلية)
بيت سيد إبراهيم (بالفارسية: بیت سیدابراهیم) هي قرية وتقع في إيران في قسم إسماعيلية الريفي.